# Klappa
För andra betydelser, se Klappa (olika betydelser).

Filmklappa av plexiglas med anvisningar.

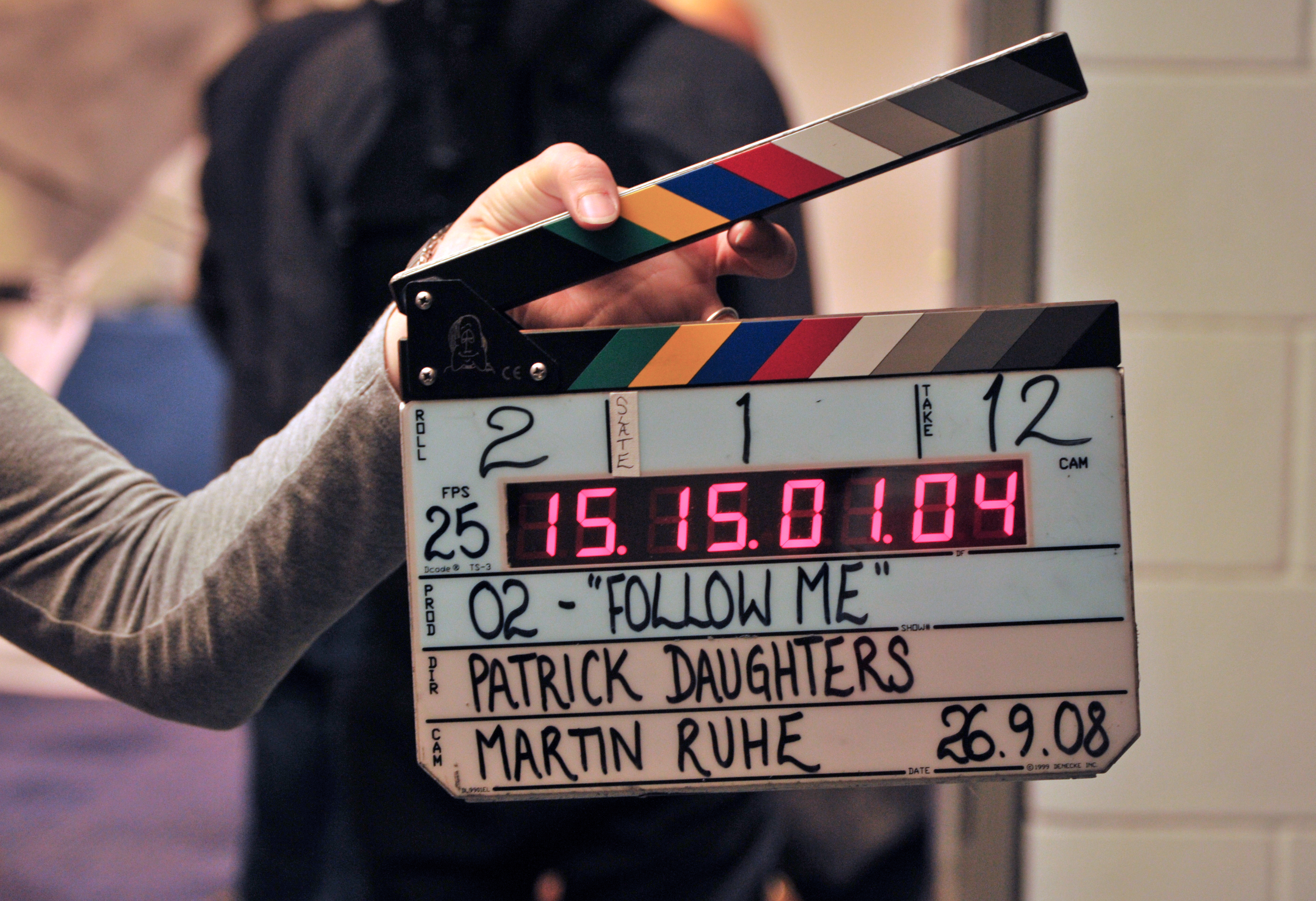
En klappa med tidskod.

Klappa är ett hjälpmedel vid filminspelning, som består av en skrivtavla med en rörlig ribba fäst upptill. Ribban kan slås ned med ett smällande ljud, vilket sedan kan användas för att synkronisera ljud och bild.
Klappträ, som kommer av verbet klappa, är ett med skaft försett långt och smalt bräde med vilket man förr klappade tvätten efter sköljningen. .

## Ändamål
Inspelningsmomentet vid produktion av en film följer en viss dagordning och varje tagning markeras med och numreras i klappan för att hjälpa redigeraren att hålla reda på tagningarna vid klippningen. Klappan redovisar scenens nummer, tagningens nummer, regissör, producent/fotograf, datum och filmens namn i skrift och visas framför kameran. Ribban på klappan används också som markering genom ett klappande ljud på ljudspåret och en klappande rörelse i bilden registreras som avsevärt underlättar redigeringen när man ska synkronisera ljud och bild eftersom ljudet ibland spelas in för sig på en separat maskin.

## Typer
- Traditionell
- Plexiglas
- Elektronisk